# Episodi di Casa Vianello (sesta stagione)
La sesta stagione della sitcom Casa Vianello, composta da 18 episodi, è stata trasmessa su Canale 5 dal 10 marzo 1996.
| nº | Titolo                   | Prima TV         |
| -- | ------------------------ | ---------------- |
| 1  | Chiamate Vianello 61-61  | 10 marzo 1996    |
| 2  | La statua di cera        | 17 marzo 1996    |
| 3  | L'astronauta             | 24 marzo 1996    |
| 4  | La lingua del futuro     | 31 marzo 1996    |
| 5  | La gemella di Sandra     | 7 aprile 1996    |
| 6  | Cucina con vista         | 14 aprile 1996   |
| 7  | Pappa e ciccia           | 21 aprile 1996   |
| 8  | L'annuncio               | 28 aprile 1996   |
| 9  | La clausola              | 5 maggio 1996    |
| 10 | Il tamponamento          | 12 maggio 1996   |
| 11 | Otto minuti in ascensore | 27 ottobre 1996  |
| 12 | Lo scoop                 | 3 novembre 1996  |
| 13 | La crisi di Arturo       | 10 novembre 1996 |
| 14 | La suggeritrice          | 17 novembre 1996 |
| 15 | La cura dimagrante       | 24 novembre 1996 |
| 16 | Il vigilante             | 1 dicembre 1996  |
| 17 | Beauty farm              | 8 dicembre 1996  |
| 18 | Sior Todero Brontolon    | 15 dicembre 1996 |

## Chiamate Vianello 61-61

### Trama
In casa Vianello è stata installata una vera e propria stazione radiofonica, che trasmette una rubrica di consigli sentimentali tenuta dai due coniugi. Una mattina però, durante la trasmissione, Sandra e Raimondo vengono contattati da un certo Ciro, che rivela di essere sul punto di suicidarsi. Tentando di dissuadere Ciro dal suo intento, i Vianello scoprono che l'uomo si trova proprio sul cornicione del palazzo accanto al loro.

### Curiosità
In questa puntata viene anche inserita una citazione al famoso scherzo telefonico fatto a Sandra Milo durante la trasmissione L'amore è una cosa meravigliosa nel 1990. In particolare, quando Sandra viene contattata da Ciro, scoprendo che Ciro sta per buttarsi da un palazzo replica con la famosa esclamazione di Sandra Milo "O dio Ciro!".
- Ascolti: telespettatori 4.073.000 – share 23,97%[2]

## La statua di cera

### Trama
Un artista ha creato due statue di cera a grandezza naturale raffiguranti i coniugi Vianello. Raimondo allora, per divertirsi alle spalle degli amici, decide di nascondere la sua statua e sostituirsi a essa. Lo scherzo va a buon fine, ma mentre Raimondo è ancora immobile, Sandra accoglie in casa due signori con i quali sta concludendo un affare segreto. Non appena la donna lascia la stanza, i due uomini si mettono a parlare fra di loro e Raimondo allora scopre che l'affare in realtà è una truffa ai danni di Sandra.
- Guest star: Valerio Staffelli
- Ascolti: telespettatori 4.478.000 – share 30,22%[15]

## L'astronauta
Raimondo viene contattato per un esperimento scientifico che riguarda la spedizione di alcune persone anziane nello spazio; ben presto la fantasia prende il sopravvento su Raimondo, che comincia a immaginare la propria vita da astronauta.

## La lingua del futuro
Su consiglio di Sandra Marini, Raimondo decide di iscrivere il piccolo Gianmarco a delle lezioni di inglese, tenute proprio dalla donna. In realtà le lezioni sono una scusa per degli incontri clandestini fra Raimondo e la Marini e così il bambino viene lasciato altrove, ma le cose si complicano quando Gianmarco scompare e i condomini rivelano al signor Marini della tresca di sua moglie.

## La gemella di Sandra
Sandra deve partire per alcuni giorni, ma proprio mentre sta uscendo di casa riceve la visita di una sua sosia in cerca di lavoro. La donna, dopo aver saputo della partenza di Sandra, organizza insieme a un complice uno scambio di persone per derubare i Vianello e si sostituisce alla signora Mondaini all'insaputa di Raimondo e della tata. Questi ultimi però si insospettiscono molto per via dei modi rudi e volgari della sosia, che non sembrano affatto quelli educati e gentili di Sandra.

## Cucina con vista
Dopo alcuni pettegolezzi raccontati dalla moglie del portiere, la tata comincia a spiare nel palazzo di fronte per cogliere in flagrante il fedifrago avvocato Scotti, che ha una relazione con la moglie di un suo collega. Ben presto la tata coinvolge in questa attività anche Sandra e le due si fanno prendere un po' troppo dall'immaginazione.

## Pappa e ciccia
Raimondo ha ottenuto il ruolo di Falstaff in una riproposizione dell'Enrico IV di Shakespeare, così per essere fedele alla descrizione del personaggio decide di ingrassare a dismisura. Sandra e la tata lo assecondano, ma dopo che Raimondo è diventato obeso, riceve la notizia che il lavoro è saltato.

## L'annuncio
Raimondo deve trovare una valletta per la sua trasmissione ma proprio mentre sta facendo un provino particolare alla bella signorina Angela, suonano alla porta; sorpreso e decisamente infastidito, Raimondo scopre che tutti i condomini hanno organizzato una riunione in casa sua per convincerlo a scrivere il necrologio per lo zio del dottor Viganò, un altro inquilino del palazzo. Raimondo decide di cedere alla richiesta in modo da tornare presto al provino, ma subito dopo aver comunicato il testo del necrologio al giornale, i condomini vengono a sapere che in realtà il morto non è lo zio di Viganò bensì la zia.

## La clausola
La tata deve raggiungere la madre per fare la conoscenza di suo zio Nino emigrato negli U.S.A. molti anni prima; tuttavia, proprio mentre la donna sta per partire, Raimondo la convince a trattenersi dicendole che ha bisogno di lei per ricevere un ricco produttore statunitense interessato al film che lui ha appena scritto. Quando questi si presenta in casa però, la tata scopre con grande meraviglia che il produttore è proprio suo zio, il quale poco dopo pone una clausola a Raimondo: lui produrrà il film solo se la sceneggiatura avrà il pieno consenso di sua nipote.

## Il tamponamento
Sandra e Raimondo sono stati scelti come testimonial di una importante campagna pubblicitaria. Poco prima di girare lo spot però, Raimondo tampona per sbaglio l'auto del dottor Bernacchi nel garage condominiale e l'evento lo scuote a tal punto da causargli una grave balbuzie. Per non mandare a monte la campagna, Sandra cerca di risolvere il problema facendosi aiutare dai vicini, ma le conseguenze sono imprevedibili. Il presidente di tale campagna pubblicitaria manda a quel paese i coniugi Vianello perché Sandra prima non riusciva a dire quanto detto dal presidente e dopo (la goccia che ha fatto traboccare il vaso) ha fatto una pernacchia al presidente stesso.

## Otto minuti in ascensore
Di tanto in tanto l'ascensore condominiale dei Vianello si blocca per otto minuti al quarto piano e Raimondo scopre che il motivo dell'inconveniente è da attribuirsi a una relazione fra l'onorevole Pernove e la signora Carla Alisei, che si consuma proprio in ascensore. L'onorevole cerca di difendersi con Raimondo raccontandogli che la colpa è solo della signora Carla, affetta da una strana malattia che la rende sessualmente vorace quando prende l'ascensore. Vianello quindi decide di approfittare della situazione ma i suoi tentativi non vanno a buon fine: il marito di Carla, infuriato, grida a Raimondo per più volte "IO L'AMMAZZO!!!" e lo picchia, poiché Raimondo ci ha provato con Carla in ascensore.

## Lo scoop
Sandra, annoiata dalla routine familiare con Raimondo, si convince che la loro popolarità come vip sia in declino e così si rivolge a una rivista scandalistica per organizzare uno scoop che faccia parlare di loro.

## La crisi di Arturo
Arturo è tormentato da un grosso dubbio e si rivolge a Raimondo per chiedergli aiuto: è convinto di non provare più attrazione verso le donne. Raimondo decide di risolvere il problema dell'amico e, su consiglio dell'onorevole Pernove, gli combina un incontro con una prostituta di lusso.

## La suggeritrice
Uscendo dal suo appartamento, Raimondo incontra per le scale la bella signora Jole, una sua vecchia amica che non vedeva da molti anni e così la invita a casa per fare quattro chiacchiere. Jole quindi racconta a Raimondo di essere la zia della signora Marini e di non vedere di buon occhio il marito di sua nipote, tanto da aver deciso di trovarle un altro uomo. Nel frattempo Sandra ha organizzato una cena importante con il direttore d'orchestra Rosati, ma essendo molto ignorante in tema di musica classica, ha acquistato una ricetrasmittente in modo da farsi dare dei suggerimenti dalla tata. Quando Raimondo scopre la tecnica della moglie, decide di sfruttarla anche lui per fare colpo sulla signora Marini facendosi suggerire da Jole qualche frase a effetto.

## La cura dimagrante
La tata sta sperimentando una nuova cura dimagrante e ha comprato una costosa tuta di plastica che promette effetti miracolosi sulla linea; per effettuare l'acquisto però ha utilizzato i dati di Raimondo e così chiede a Sandra di non dire niente al marito per non farlo arrabbiare.

## Il vigilante
Per sentirsi più sicura, Sandra ha deciso di assumere una guardia del corpo, ma a casa si presenta un omone dall'aria poco raccomandabile. Nel frattempo la tata si chiude nella sua stanza dopo aver fatto un fioretto e si rifiuta di lavorare.

## Beauty farm
Sandra ha avuto l'idea di aprire un beauty center in casa sua ma Raimondo non è d'accordo. L'uomo però cambia idea ben presto quando la signora Marini gli rivela di voler usufruire dei servizi di un centro estetico specializzato.

## Sior Todero Brontolon
Il dottor Gallini ha messo in scena un rifacimento della commedia di Carlo Goldoni Sior Todero brontolon e il ruolo del vecchio antipatico è stato affidato a Raimondo. Questi non vuole affatto prendere parte alla recita, ma i manifesti pubblicitari sono già stati affissi e quindi è costretto a cedere.